# Лоренцо Гіберті
Лоренцо Гіберті (італ. Lorenzo Ghiberti; 1381, Флоренція — 1 грудня 1455,Флоренція) — італійський скульптор, ювелір, історик мистецтв. Представник раннього Відродження. Один із найкращих майстрів рельєфу.

## Біографія

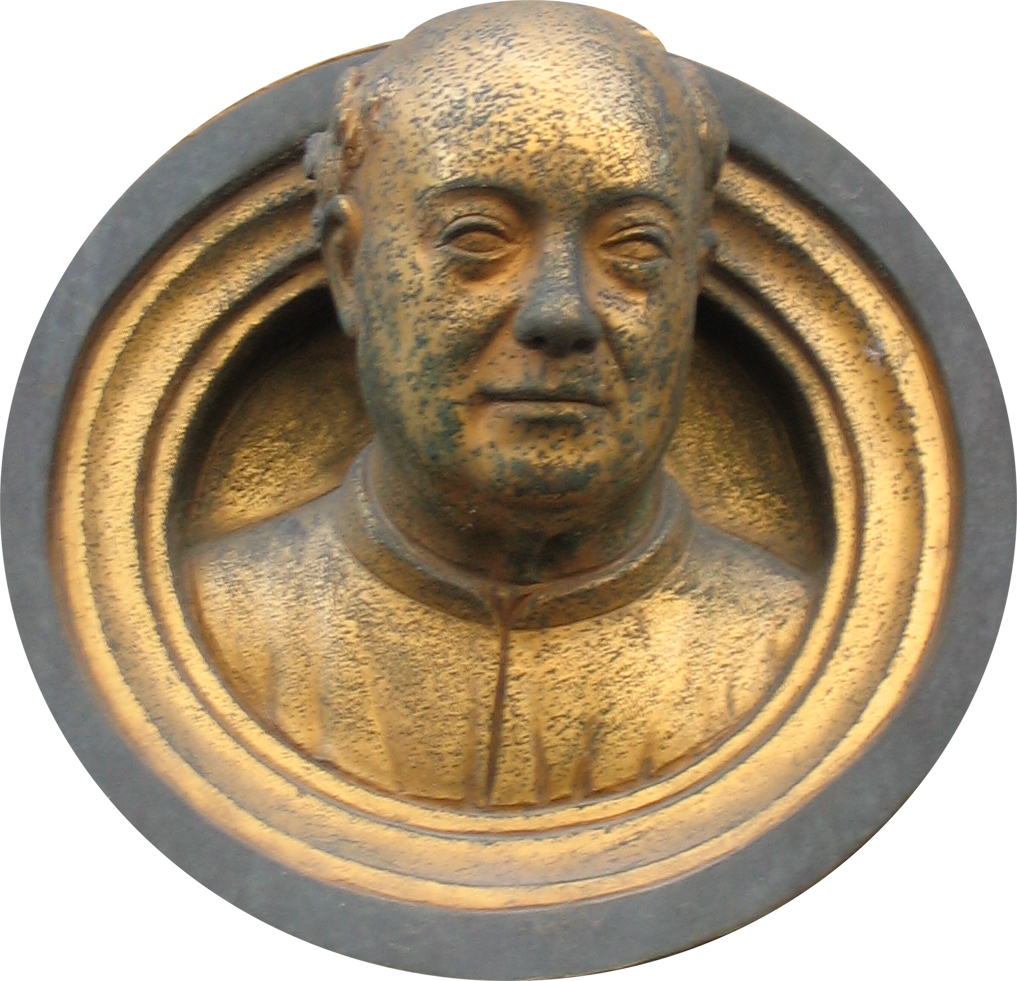
Лоренцо Гіберті. Автопортрет

### Ранні роки
Лоренцо Гіберті був сином ювеліра Бартолуччо Гіберті. З ранніх років почав переймати навички ювелірного мистецтва у батька. Лоренцо перейняв батьківську майстерність так добре, що став працювати значно краще за нього. Але, оскільки скульптура та живопис приваблювали його більше, він пробував щось писати фарбами, відливати з бронзи невеликі фігурки, що були досить витонченими. Почав також карбувати монети на зразок античних. Був час, коли він писав з натури портрети багатьох своїх друзів.
У 1400 році у Флоренцію прийшла чума. Лоренцо довелося виїхати з Флоренції і разом з іншим художником вирушити до Романьї. Там, а саме в Ріміні, обидва вони розписували будинок можновладного сеньйора Пандольфо Малатеста й зробили багато інших творів. Всі вони були виконані старанно і сподобалися молодому володарю, який дуже любив живопис. За цей час Лоренцо не переставав займатися малюнками та рельєфами з воску, гіпсу та іншому матеріалі, бо дуже добре знав, що ці дрібні рельєфи є малюнками скульпторів і що без такого малюнка жоден з них не буде в змозі добитися досконалості в будь-якому ремеслі.

### Двері Флорентійського баптистерію

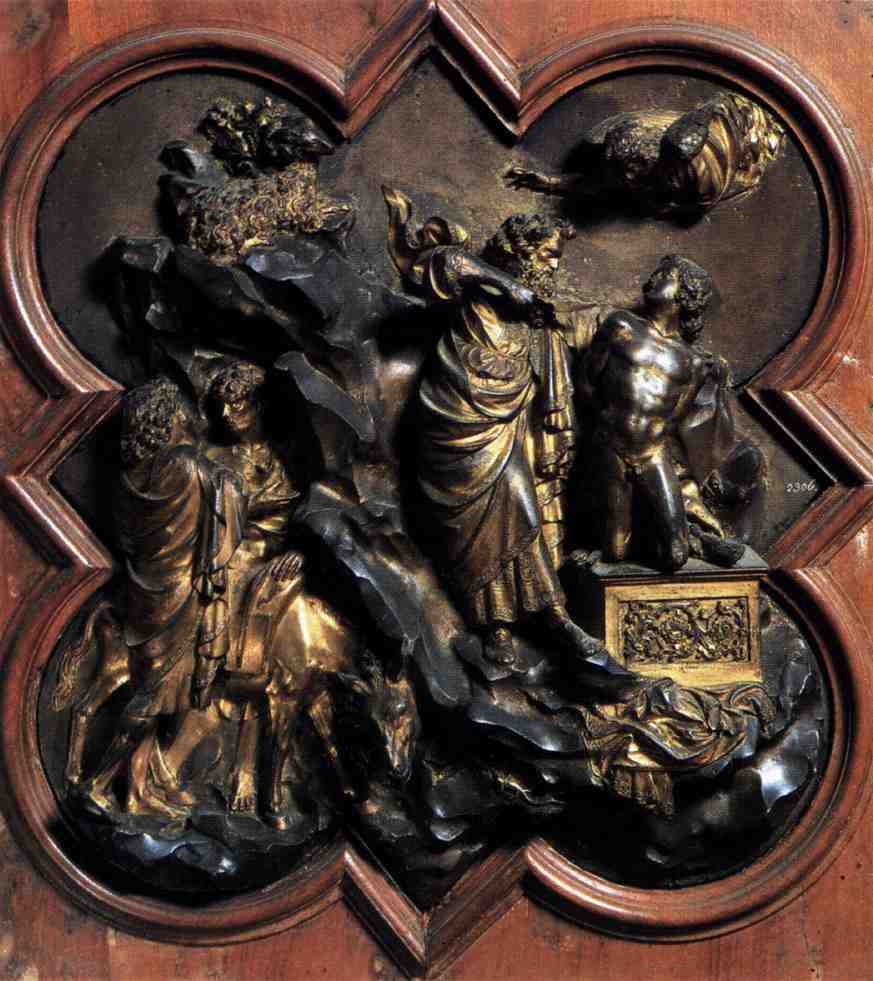
Лоренцо Гіберті
Жертвопринесення Ісаака, Бронза, лиття, чеканка. Порта дель Парадізо, Двері приміщення для хрестин, Флоренція, Італія

Лоренцо пробув поза рідним містом не дуже довго. Чума припинилася і флорентійська сеньйорія разом з цехом купців вирішили, що потрібно зробити двоє дверей для Баптистерію Сан Джованні біля міського собору. Був оголошений конкурс, учасники якого повинні були виконати кожен по сюжету з бронзи, схожому на той, яким раніше Андреа Пізано прикрасив перші двері. Про цей конкурс Бартолуччо повідомив Лоренцо, який працював в Пезаро. У листі він переконував сина повернутися до Флоренції і взяти участь у конкурсі. Він говорив, що є чудова нагода виявити власні таланти, не кажучи вже про те, що це може дати йому так багато, що обом їм не буде більше потреби майструвати грушоподібні сережки. Лист Бартолуччо так схвилював Лоренцо, що, хоча і Пандольфо Малатеста, і його придворні, і товариш-живописець просили залишитися, він став просити звільнити його від подальшої роботи. Його таки відпустили на батьківщину.
До Флоренції з'їхалося багато художників з інших місць. Після того, як всі вони були представлені консулам цеху, було обрано семеро майстрів: троє флорентійців, решта тосканці-провінціяли. Їм призначили тверду платню з тим, що через рік кожен повинен був виготовити з бронзи один і той самий сюжет такої ж величини, що і сюжетні поля перших дверей. Темою сюжету було призначено принесення в жертву Авраамом сина його Ісаака. При цьому дозволялося робити постаті першого плану високим рельєфом, другого-середнім, третього-низьким. Серед суперників були Філіппо Брунеллескі, Донато і Лоренцо ді Бартолуччо - флорентійці, Якопо делла Кверча - сієнець, Нікколо д'Ареццо, його учень Франческо ді Вальдамбріна і Сімоне ді Колле.
Коли конкурсні роботи оглянули консули та інші громадяни, думки розділилися. У Флоренції в цей час перебували з інших міст багато живописців, скульпторів і кілька ювелірів. Вони були запрошені консулами, щоб разом із флорентійськими художниками висловити думки про оприлюднені твори. Суддів було 34 особи, освічені й майстерні. І хоча думки були не у всьому згодні, всі зійшлися на тому, що Філіппо Брунеллескі і Лоренцо ді Бартолуччо задумали й зобразили сюжет найкраще. Тільки робота представлена Лоренцо Гіберті (її і зараз можна бачити в залі зібрань цеху купців) була визнана досконалою. Вона була оброблена з такою ретельністю, що, здавалося, вона відлита не з бронзи і не відшліфована металевими інструментами, а довершена диханням. Донато і Філіппо вирішили, що замовлення має бути доручено саме йому. Вони вважали, що Лоренцо, ще дуже молодий - йому не виповнилося й двадцяти років, він буде поступово вдосконалюватися й досягне таких результатів, які цілком виправдають очікування, викликані роботою, тому що вона зроблена була в нього найкраще.
Лоренцо приступив до виконання замовлення, почавши з тих дверей, які знаходяться навпроти будівлі, зайнятій піклуванням баптистерію. Він зробив для однієї половини дверей велику дерев'яну основу, точно за розмірами розділену на окремі поля - в них пізніше повинні були бути вставлені сюжетні рельєфи, з прикрасами у вигляді голів на їхніх кутах і з іншою обробкою. Виліпивши і висушивши форму з великою старанністю в приміщенні, яке він найняв проти церкви Санта Марія Нуова, Лоренцо склав величезну піч і розпочав виливати рельєфи. Однак вийшла помилка. Тоді зрозумівши, у чому була помилка він швидко приготував іншу форму, так що про це не знав ніхто, і повторив видлив. Цього разу все вийшло вдало. Лоренцо став відливати один за одним сюжетні рельєфи і, обробивши їх, вставляв на відповідні місця в двері.
Розподіл сюжетів був такий самий, що і в Андреа Пізано за малюнками Джотто для перших дверей. Всього було двадцять сюжетів на теми з Нового заповіту і ще вісім фігур служили їм продовженням. Внизу були розміщені четверо євангелістів, по двоє на кожній половині, і четверо батьків-засновників церкви, теж по двоє. Всі вони розрізняються між собою позами та одягом: один пише, інший читає, третій розмірковує. І, несхожі один на одного, всі зображені дуже жваво і технічно досконало. Зовнішня декоративна рама, розділена своєю чергою на малі рами для сюжетних рельєфів, відокремлених один від іншого бордюрами, вся обплетена гірляндами, складеними з листя плюща і інших рослин. По кутах — чоловіча чи жіноча голова у високому рельєфі, що зображає пророка або сивілу. Над батьками церкви і євангелістами, згаданими вище і які займають чотири нижніх поля на кожних дверей, починаються з боку церкви Санта-Марія-дель-Фйоре — сюжетні рельєфи. Перший зображує Благовіщення. Лоренцо представив, в позі витончено зігнутої, Діви, жах і раптове сум'яття, викликане появою ангела. Поруч — Різдво Христове: свята Діва Відпочиває на ліжку після народження немовляти, Йосип дивиться на неї, пастухи і ангели славлять піснями Христа. Наступний сюжет, на іншій половині в тому ж ряду, поява волхвів і поклоніння їх немовляті Христу, супроводжуване дарами. Свита волхвів, наступна за ними, коні і всі інші передані з великим мистецтвом. Поруч — співбесіда підлітка Христа з богословами в храмі. Тут настільки ж чудово зображені захоплення і увагу, з яким освічені старці слухають Христа, як і радість Марії та Йосипа, які його шукали і нарешті знайшли. Наступний ряд, над Благовіщенням, починається з рельєфу, який зображує Хрещення Христа Іоанном в Йордані: пози обох чудово передають благоговіння одного і віру іншого. Поруч-Спокуса Христа дияволом, який настрашився словами Ісуса і всієї своєю фігурою показує страх, засвідчуючи тим, що він визнає в ньому Сина Господнього. На іншій стороні в тому ж ряду —вигнання з храму торгашів: Христос розкидає їх товари — срібне начиння і все інше, постаті людей, що втікають і падаючих один на одного, зроблені розумно, витончено і красиво. Поруч, продовжуючи роботу, Лоренцо зобразив крах тури апостолів: св. Петро залишає судно, що йде на дно, і Христос його підтримує. Цей рельєф рясніє різними рухами тіла у апостолів, що рятують човен, а віра св. Петра розпізнається по тому, як він іде назустріч Христу водою як по суходолу. Наступний ряд починається над Хрещенням. Спочатку йде Преображення на горі Фавор. В позах апостолів Лоренцо показав, як реагують смертні на справи небесні і дивовижні. Христос зображений у всій своїй божественності, з високо піднятою головою, між Іллею та Мойсеєм. Поряд з цим рельєфом — воскресіння Лазаря. Лазар виходить з гробу зі стиснутими саваном руками і ногами і стоїть, гордо, на превеликий подив оточуючих. Поряд же Марія Магдалина, яка цілує з шанобливим благоговінням ноги Христові. На іншій половині цього ж ряду-в'їзд на осляті в Єрусалим. Сини ізраїльські в різних позах вистилають землю одягом, пальмовими і оливковими гілками, а за Спасителем поспішають апостоли. Поруч — Таємна вечеря, чудово скомпонована Гіберті. Апостоли представлені за довгим столом, половина — всередині приміщення, половина — зовні. У новому ряду, над Преображенням, зображено Моління про чашу, де в трьох різних ракурсах показано сон апостолів. Поруч взяття Христа під варту і поцілунок Юди. Тут багато чудового: і апостоли, які рятуються втечею, і євреї, які хапають Христа руками, сповненими сили. На іншій половині- побиття Христа біля колони. Він звивається від болю під батогами, і вся його постать викликає співчуття, євреї ж бичують його з такою мстивою люттю, що жести їх наводять жах. На рельєфі поруч-Христа приводять до Пілата, який умиває руки і засуджує його до розп'яття на хресті. Над Молінням про чашу в останньому ряду-Хресний шлях Христа до місця страти. З ним юрба солдатів, які дикими жестами змушують його йти через силу. Тут же в розпачі ридають обидві Марії, зображені в таких дивних позах, що краще не бачив ніхто з присутніх. Поруч Христос на хресті, біля підніжжя якого Богоматір зі св. Іоанном Євангелістом. На іншій половині-Воскресіння з мертвих. Варта, приспані громом, застигла немов мертва, а Христос піднімається догори у всій славі свого прекрасного тіла. Останній рельєф-Зішестя Св. Духа, де поза і становище тих, на кого він сходить, зроблені з незвичайною м'якістю.
Коштувала ця робота, вважаючи і зовнішні прикраси, які теж відлиті з бронзи, а також різьблені фестони з фруктів і тварин, двадцять дві тисячі флоринів, а важили бронзові двері тридцять чотири тисячі фунтів.
Коли Лоренцо закінчив цю роботу, консули цеху купців вирішили, що він чудово впорався з нею, що сприяло отриманню нового замовлення. Вони замовили йому для ніші, в одного з пілястр зовні церкви ОрСанМікеле, бронзову статую в пам'ять св. Іоанна Хрестителя. Лоренцо зараз же взявся за роботу і не припиняв її до тих пір, поки вона не була закінчена. На плащі святого він помістив прикраси з двох літер, якими накреслив своє ім'я. Ця статуя, яка була поставлена в 1414 році, поклала початок новій манері в зображенні голови, руки, яка здається зовсім живою, кистей обох рук і всієї пози фігури. Лоренцо таким чином був першим, хто почав вивчати твори давніх римлян. На фронтоні ніші Лоренцо спробував зробити мозаїчну картину-поясний зображення пророка.
Вже по всій Італії і за межами її стала поширюватися слава про Лоренцо, як найкращого майстра бронзового литва. Тому, коли Якопо делла Фонте, Векк'етта, сіенець, і Донато зробили на замовлення сієнської сеньйорії для їхньої церкви св. Іоанна Хрестителя бронзові рельєфи, що прикрашають купіль цього храму, і коли сіенці побачили роботу Лоренцо у Флоренції, вони змовилися з ним і замовили йому два сюжети з життя св. Іоанна Хрестителя. В одному Лоренцо зобразив Хрещення Ісуса Христа з багатьма постатями, як оголеними, так і одягненими дуже багато, а в іншій-взяття його під варту і приведення до Ірода.
У той час генералом ордену домініканців був маестро Леонардо Даті. Він, щоб залишити пам'ять про себе в церкві Санта Марія Новела, де він проходив чернечу службу, а також і рідного міста, замовив Лоренцо відлити з бронзи для себе гробницю, його статуя в натуральну величину, що зображає його мертвим, повинна була лежати на кришці гробниці . Коли Лоренцо виконав замовлення і робота його заслужила похвалу, такі ж гробниці замовили для себе в церкві Санта Кроче Лодовіко дельї альбіція і Нікколо Валорі. Після цього Козімо і Лоренцо Медічі побажали вшанувати мощі і реліквії трьох мучеників: Проту, Гіацинта і Немезія, привізши їх з Казентіна, де вони знаходилися в малому шанування протягом багатьох років. Вони замовили Лоренцо бронзову раку, посередині якої зображені барельєфом два ангели, що тримають гірлянду з оливкових гілок з іменами мучеників. У раку поклали названі реліквії і поставили її в монастирі дельї Анджелі в Флоренції. Оскільки ця робота вийшла дуже добре, то піклувальники собору Санта Марія дель Фйоре замовили Лоренцо бронзовий саркофаг для мощей св. Зиновія, єпископа флорентійського, завдовжки в три з половиною ліктя і заввишки у два. Весь саркофаг Лоренцо витончено прикрасив різноманітними вигадливими арабесками. На задній стінці зображені шість янголят, які тримають гірлянду з гілок в'яза, на якій вирізано напис на згадку і в хвалу святого.
У цей час до рук Джованні Медічі, сина Козімо, потрапила різьблена гема з Аполлоном, що здирає шкіру з Марсія, яка, за переказами, служила печаткою імператора Нерона. Оскільки і сам камінь досить великий, і чудова його різьба представляли величезну рідкість, Джованні доручив Лоренцо вставити його в різьблену золоту оправу. Лоренцо працював кілька місяців, і оправа, яку він зробив до геми, не поступалася за красою і досконалостю  античній різьбі. Ця робота принесла йому безліч інших замовлень на золоті та срібні речі, які нині вже зникли. Зробив він також для папи Мартіна золоту застібку для пастирського облачення з високорельефними фігурами і з каменями дуже великої цінності, вправленими в неї, а також тіару вражаючої краси з візерункових золотих листків і з численними крихітними високорельефними фігурками, краса яких була визнана усіма. За цю роботу окрім слави він отримав велику нагороду.
У 1499 році у Флоренцію прибув папа Євген, який скликав тут собор для здійснення унії грецької церкви з римською. Він побачив твори Лоренцо, і так як товариство художника доставляло йому не менше задоволення, ніж його роботи, він замовив йому золоту тіару вагою в шістнадцять фунтів, не рахуючи перлів, що важили п'ять з половиною. Оцінювалися ці перлини з дорогим камінням, вправленими в тіару, в тридцять дві тисячі золотих дукатів. Кажуть, що серед цих перлин шість були завбільшки з лісовий горіх. І судячи з малюнка тіари, який був зроблений потім, не можна було собі уявити красивіших візерунків, що пов'язують між собою коштовності, більшої різноманітності численних путті та інших фігурок, які служили їй неповторними і чудовими прикрасами. За цю роботу папа і особисто та через друзів дуже дякував Лоренцо і щедро його нагородив.
Флоренція здобула так багато вихвалянь за чудові твори цього геніального художника, що консули купецького цеху вирішили замовити йому треті двері для церкви Сан Джованні, також бронзові. І так як він при виготовленні перших відлитих їм дверей слідував такого ж стилю, який оточує сюжетні рельєфи, і в бордюрі, який представляє обрамлення всієї двері, подібно тому як це було в Андреа Пізано, і так як консули бачили, які за цей час зробив Лоренцо успіхи, вирішили вони зняти центральні двері, зроблені Андреа, і повісити їх з тієї сторони, яка навпроти госпіталю, а на їх місце повісити нові, які повинен був відлити Лоренцо. Вони були впевнені, що Лоренцо зробить все, що в його силах, щоб створити найкраще, на що було здатне його мистецтво. Вони надали йому повну свободу. При цьому йому було зазначено не думати ні про термін, ні про витрати.
Лоренцо приступив до цієї роботи, вклавши в неї весь величезний досвід, яким володів. Він розділив двері на десять полів, по п'ять на кожній половині. З боків цих полів розташовані ніші, в цій частині вертикальні, числом двадцять. У кожній з них міститься високорельефная статуетка. Наприклад: Самсон, нагий, що охопив колону, з ослячої щелепою в руці; або ще Ісус Навин, представлений мовцем, наче він звертається з промовою до війська, крім того, безліч пророків і сивіли, всі задрапіровані по-різному, зі складками одягу, спадаючої зі спини, з головними уборами, зачісками та іншими прикрасами. Крім цих ще дванадцять фігур лежать в нішах, розташованих серед поперечних орнаментів вище і нижче сюжетних панно. По кутах панно Лоренцо помістив у колах голови жінок, юнаків і старих. Між ними в середині дверей, у свого імені, вирізаного на них, він зробив голову Бартолуччо, свого батька,-це старий, а рядом більш молодий-сам Лоренцо, його син. І понад те — гірлянди, гілля та інше орнамент.
Сюжети рельєфів запозичені зі Старого завіту. Перший зображує створення Адама і Єви. У тому ж панно він помістив і епізод зі споживанням яблука і сцену вигнання з раю. Пози в кожному з цих моментів цілком відповідають спочатку свідомості гріха, бо Адам і Єва відчувають свою ганьбу і закриваються руками, а потім каяття, коли ангел змушує їх піти з раю. На другому полі Адам і Єва представлені разом з Каїном і Авелем, дітьми, що народилися у них. Там же зображено, як Авель приносить у жертву свої найкращі плоди, а Каїн-ті, що гірше, як це породжує в Каїна заздрість до ближнього, а в Авелі-любов до Бога. Особливо добре вдалася сцена, де Каїн оре землю на парі волів. Зусилля тварин у ярмі, які тягнуть плуг, здаються природними та живими, так само, як фігура Авеля, який дивиться на воли і якого вбиває Каїн. Поза останнього, коли він дубиною вражає брата, сповнена стрімкості й лютості. На задньому плані низьким рельєфом зображений Бог, який питає у Каїна, що він зробив зі своїм братом. Таким чином, в одній рамці дано чотири сцени. У Третьому полі Лоренцо виліпив Ноя в момент, коли він виходить з ковчегу. З ним його дружина з синами, дочками та невістками, а також усі тварини, як пернаті, так і чотириногі. Ковчег відкрито, а в перспективі дуже низьким рельєфом-тіла потонулих. Фігури Ноя і членів його сім'ї незвичайно живі і повні руху. У сцені жертвопринесення видно веселка, знак миру між Богом і Ноєм. У четвертому рельєфі Лоренцо вирішив зобразити поява трьох ангелів в Мамврийский долині. Вони дуже схожі один на одного, і святий старець поклоняється їм рухами рук і голови, дуже переконливими і живими. Прекрасно зроблені слуги, які разом з осликом чекають біля підніжжя гори, куди Авраам вирушив, щоб принести в жертву сина. Хлопчик вже знаходиться на вівтарі, Авраам заніс ніж, щоб виконати наказ згори, але зупинений ангелом, який однією рукою утримує його, а інший показує, де знаходиться жертовний баран, і рятує від смерті Ісаака. Лоренцо перевершив сам себе, коли в наступному рельєфі йому довелося долати труднощі в зображенні будівель. Тут він представив, як у Ісаака народилися Яків і Ісав, як Ісав вирушає на полювання, підкоряючись волі батька, як Яків, навчений Ревекою, подає смаженого козеняти, огорнувшись його шкуру, а Ісаак, що послав за ним, дає йому своє благословення. У цьому рельєфі дуже гарні і природні собаки, а фігури Якова, Ісака та Ревеки справляють таке ж враження, яке вони проводили самі, коли були живі. Натхнений тим, що безперервне вивчення робило йому все легшим його мистецтво, Лоренцо став пробувати сили на важчих речах. Тому на шостому рельєфі він зобразив, як брати садять Йосипа у водойму, як продають його торговцям, як останні дарують їх фараонові, якому він тлумачить сон про голод і радить зробити запаси для боротьби з ним, і як за це він обсипаний почестями з боку фараона . Там же представлено, як Яків посилає синів за хлібом в Єгипет, як Йосип впізнає їх і відправляє до батька. У цьому рельєфі Лоренцо зобразив круглий храм, взятий в дуже важкій перспективі. Всередині його-фігури людей у різних позах, грузящіх зерно і борошно, а також незвичайно зроблені осли. І на тому ж рельєфі-бенкет, влаштований Йосипом братам, і приховування кубка в мішку Веніаміна, і виявлення його, і те, як Йосип дізнається братів і обіймає їх. Цей рельєф за кількістю і різноманітністю сцен вважається між усіма найвдалішим, найважчим і найбільш прекрасним.
У Лоренцо з його генієм, з притаманним йому витонченістю в ліпленні статуй фігури не могли не виходити чудовими, коли йому приходили в голову прекрасні сюжети композиції. Це виявляється в сьомому рельєфі, де зображена гора Синай, а на вершині її — Мойсей, який уклінно приймає від Бога скрижалі. На середині гори чекає його Ісус Навин, а біля підніжжя — весь народ, наляканий громом, блискавкою та землетрусом, в різноманітних положеннях. У восьмому рельєфі Лоренцо виявив величезну старанність і любов, уявивши, як Ісус Навин пішов на Єрихон, повернув Йордан, спорудив дванадцять наметів, в яких помістилися дванадцять колін Ізраїлевих. Все це дуже добре зроблені фігури, але ще кращий барельєфний задній план, де євреї рухаються навколо Єрихону з трубними звуками, і від цих звуків валяться мури єрихонські і місто дістається їм.
Лоренцо удосконалювався в своєму мистецтві день у день. Це видно по дев'ятий картині, де зображено вбивство Голіафа, якому Давид рубає голову в позі дитячої і в той же час войовничою, а полчища філістимлян втікають перед воїнством Божим. Тут — люди, коні, колісниці і інші знаряддя війни. Тут же представлено, як повертається Давид з головою Голіафа у руках і як народ зустрічає його з музикою та піснями. Все передано дуже жваво і витончено. Лоренцо залишилося зробити все, на що він був здатний, в десятому і останньому рельєфі, де цариця Шеви з величезним почтом приїжджає до царя Соломона. Тут він зобразив будівлю в перспективі, а всі фігури так само хороші, як і в попередніх рельєфах. Нарешті, він зробив орнаменти архітравом, які йдуть навколо всієї двері; вони складені з фруктів і фестонів.
З цієї роботі, взятої в цілому, можна бачити, що геній і міць майстра скульптурного справи при роботі на фігурах високого, середнього, низького і зовсім низького рельєфу здатні зробити в області композиційного задуму, у винахідливості поз чоловічих і жіночих, в різноманітності архітектурних мотивів, в перспективі, в передачі на просторі всього твору витонченості, властивого кожному підлозі: переваги-у людей похилого віку, спритності і грації-у молодих. Мікеланджело Буонарроті, який зупинився одного разу, щоб подивитися ці двері, відповів на чиєсь запитання, як вони йому подобаються і чи хороші вони: «Вони такі прекрасні, що гідні бути воротами раю»,-похвала, воістину заслужена і від людини, здатної цінувати ці речі. Лоренцо довів свою працю до кінця, почавши його в двадцятирічному віці і працюючи протягом сорока років.
В обробці і поліровці дверей, після того як вони були відлиті, Лоренцо допомагали багато художників, у той час ще молоді, потім стали першокласними майстрами,-Філіпа Брунеллески, Мазоліно да Панікале, Нікколо Ламберті, ювеліри Паррі Спінеллі, Антоніо Філарет, Паоло Уччелло, Антоніо дель Поллайоло, який тоді був зовсім юним, і багато інших.
Лоренцо крім винагороди, сплаченого йому консулами, отримав ще гарну ділянку землі біля абатства в Соттімо в дар від сеньйорії, а через деякий час був обраний пріором і удостоївся таким чином найвищої посади в місті. За те, що в цьому випадку флорентійці виявилися вдячними, вони тією самою мірою заслуговують осуду за те, що по відношенню до інших великим людям своєї батьківщини вони виявилися мало вдячними.
Після цієї незвичайної роботи Лоренцо зробив бронзове прикраса для дверей того ж храму, які перебувають проти госпіталю, з чудовими гірляндами. Закінчити його він не встиг так як помер, коли вже зробив начерк і майже виліпив модель, за якою мають бути перероблені двері, відлиті Андреа Пізано.
Крім створених ним речей Лоренцо залишив своїм спадкоємцям багато антиків, бронзових і мармурових, наприклад, ложе Поліклета, що представляло величезну рідкість, бронзову ногу натуральної величини, кілька голів, жіночих і чоловічих, вази. Залишилися після нього і торси статуй і багато іншого, і все це пішло прахом. Антики частиною (там було і ложе Поликлета і взагалі найкращі речі) були продані Джованні Геді, який на той час був кліриком апостольської камери. Після Бонаккорсо залишився син, на ім'я Вітторіо, який теж пробував свої сили в скульптурі, але без великого успіху, як показують голови, зроблені ним в Неаполі в палаці герцога Гравіна, мало вдалі. Бо він ніколи не віддавався мистецтву з любов'ю і з намаганням, а був зате дуже вправний у марнування станів і речей, що залишилися після батька й діда. Врешті-решт при папі Павлові III він вирушив архітектором в Асколі і там одного разу вночі був убитий слугою з метою пограбування. Так згас рід Лоренцо. Але не згасла слава його, яка буде жити століття.

### Інші роботи
Лоренцо Гіберті пробував свої сили в багатьох речах. Він любив займатися живописом і вітражами. Він зробив для куполу Санта Марія дель Фйоре всі вітражі, крім одного, що належить Донато і зображує вінчання Христом Богоматері. У тій же церкві він зробив три вітражі над головним порталом, і всі в капелах і в трибунах, а також вітражі переднього фасаду в Санта Кроче. У Ареццо він зробив вікно для головної капели церкви П'єве, де зобразив вінчання Богоматері, а також два інших на замовлення Фео ді Баччо, дуже багатого купця. Але так як він усюди користувався венеціанським склом, фарбованим дуже густо, то будівлі, в яких поміщені вітражі, освітлені погано і швидше темні. Лоренцо був також призначений напарником Брунеллескі, коли тому було доручено звести купол церкви Санта Марія дель Фйоре, але потім був знятий з цього .

### Смерть
Помер у віці сімдесяти чотирьох років, після хвороби, що перебігала з тяжкою і тривалою гарячкою,  залишивши по собі безсмертну славу у творіннях, створених ним. Був з почестями похований в Санта Кроче. Його зображення міститься на головних бронзових дверях храму Сан Джованні; це-лисий чоловік в орнаменті середньої частині, коли двері закриті. Поруч з ним-голова Бартолуччо, його батька.